# Ripples
Ripples (en castellano "Ondulaciones") es una canción del grupo de rock progresivo Genesis, perteneciente al álbum A Trick of the Tail y publicado en el año 1976. La canción es la más larga en el álbum, y musicalmente se trata de una pieza lenta con una prominente guitarra de 12 cuerdas y piano. En la mitad de la canción se encuentra una larga sección instrumental con guitarra y sintetizador, en un estilo que hace recordar al solo de Firth Of Fifth.
Aunque la mayor parte de "A Trick of the Tail" sostiene el estilo progresivo que caracterizó Genesis durante el período de Peter Gabriel, otras canciones del álbum parecían llevar el sonido del grupo en otra dirección. 
El mejor ejemplo de esto es precisamente esta canción, una balada épica acerca del envejecimiento y sus consecuencias. En la letra de la misma se puede leer:

"Las niñas azules vienen en todos los tamaños"

El mismo Rutherford (quien escribió las letras para esta canción) diría que las chicas azules es una expresión para referirse a las chicas de colegio con uniformes azules. Además agrega: "terminé escribiendo letras realmente obscenas para "Ripples" y las canté hasta que escribí la versión final. Nunca se las mostré a nadie; eran muy pervertidas". Posteriormente la letra continua:

"la cara que lanzó mil barcos, eso ocurre, ¿sabes?"
Esta línea es claramente una referencia literaria. Es un pasaje del libro de Christopher Marlowe "La trágica historia del doctor Fausto." La línea original dice: "¿Era esta la cara que lanzó miles de barcos y derribó las torres de Ilión?". Marlowe en su momento también pudo haber tomado esta frase de otra fuente más antigua. 

"Se alejan, se alejan, las ondas del agua nunca regresan"
El estribillo de la canción de Genesis utiliza la imagen de las ondas del agua que se alejan y se van extinguiendo en un estanque como metáfora del proceso de envejecimiento:
La música mantiene una suave melodía para contrastar con las letras. De esta forma Genesis logra el equilibrio perfecto entre el contenido melódico y la complejidad en su grabación de "Ripples", utilizando una delicada conjunción entre piano y guitarra, la cual le da el sentido emocional a los versos y funciona también como una instrumentación clásica que le permite al grupo desarrollar la música con gran virtuosismo. 
"Ripples" continúa siendo hoy una canción de culto entre los seguidores del rock progresivo, y en su momento abrió el camino a futuros éxitos de Genesis como "Your Own Special Way" y "Follow You, Follow Me". Además de ser publicada en este álbum, apareció en un disco simple junto con la canción A Trick of the Tail, y se lanzó un video promocional de la misma. Posteriormente aparecería en el disco compilatorio Platinum Collection de 2004. Formó parte del repertorio de canciones del grupo durante la gira "Turn It On Again" de 2007, aunque fue tocada con notas más bajas, para equiparar con las diferencias vocales de Phil Collins, debido al paso del tiempo.